# Ulmo
Ulmo (od valarskog Ulubôz, Ullubôz preko Ulumō) je lik iz izmišljenog svijeta Međuzemlja J. R. R. Tolkiena. Po prvi put se spominje u Silmarillionu uz ostale Valare kao sila svijeta. Ulmo je naslov koji znači onaj koji teče. Spominje ga se i kao Kralja mora i Gospodara vodā. Ulmu odgovaraju bog Posejdon iz grčke mitologije, Neptun iz rimske mitologije, Ægir iz nordijske mitologije i Manannan iz keltske mitologije. Ulmo je jedan od najvažnijih tvoraca Arde.
| “                                                                                                   | Ulmo je Gospodar voda. On stoji sam. Ni na jednom mjestu dugo ne prebiva, već slobodan putuje dubokim vodama što poniru u Zemlju i okružuju je. Silan je on gotovo kao Manwë, a prije nego što su stvorili Valinor bio mu je najbližim prijateljem; otada je, međutim, rijetko prisustvovao vijećanjima Valara, osim kad su se razmatrala važna zbivanja. Jer čitavu je Ardu on obavio svojim umom i nikakvo mu drugo odmorište ne treba. | ” |
| —Tolkien, J.R.R., Silmarillion, 1. izd., Algoritam, Zagreb, 2001., ISBN 953-6166-84-4, str. 26.-27. | |   |

Prije stvaranja Arde, kad su Ainuri skladali glazbu po Ilúvatarovu napjevu, Ulmo je bio najbolji pjevač i skladatelj. Ovo se odrazilo na protok i raznolikost oblika vode na Zemlji, koja je sa zrakom stvarala oblake, smrzavala se u led, tekla rijekama i miješala se sa svim oblicima života i krajolika. Vilenjaci svoju glazbenu umješnost duguju ranom Ulmovu poučavanju te prepoznaju njegove napjeve u toku tekućica i udaranju valova u obalu. Ulmo nikad nije vjerovao Melkoru koji ga se bojao skoro kao i Varde jer ga nikad nije mogao ukrotiti.
Rijetko je nazočio savjetovanjima Valara, osim u najvećoj potrebi. Radije je ostajao na Ardi, ne hodajući zemljom, nego duhom u svojim vodotocima. Upravljao je svim vodotocima: zaljevima, rijekama i svim vodama pod zemljom. Na ovaj način je bio prisutan u svim događajima u kojima su sudjelovala Ilúvatarova djeca pa je znao o njima vjerojatno više od samog Manwëa, kaže se da je prebivao u korijenima svijeta.
Priča se da su smrtnici strahovali od njegova pogleda i pojave u obliku golemog vala sa svjetlucavim zelenim oklopom dok je trubio u svoje trublje, Ulumúre.
Ulmov podanik Ossë, i Ossëova žena Uinen su, uz Melian najpoznatiji i najbliži vilenjacima pa je Ulmo preko njih mnogo doznao i naučio o vilenjacima.
Ulmo uvijek volio Eldare i Edaine, a za vrijeme progonstva nije zaboravio na vilenjake koji su uvijek bili u njegovim mislima dok je čekalo dan kad će Valari napasti Morgotha, jer ga ovaj nije uspio zavarati dok je bio slobodan u Valinoru.
Suprotstavio se Oromëovoj zamisli da dovede vilenjake u Aman. Zapovjedio je da se Tol Eressëa usidri u Eldamarskom zaljevu jer je znao kako razmišljaju Teleri.
Ulmo je najviše pridonio svrgavanju Morgotha, potakavši Turgona da izgradi Gondolin i Finroda da izgradi Nargothrond. Pokazao se Tuoru kojega je tom prigodom poslao Turgonu kao glasnika. Prispjevši u Gondolin Tuor je oženio Turgonovu kćer Idril s kojom je dobio Eärendila; Ulmo je Eärendilovu ženu Elwing izbavio iz pogibelji u lukama Siriona, omogućivši joj da Silmaril odnese mužu, što im je naposljetku omogućilo pristup Valinoru gdje su molili pomoć. Ulmo ih je branio i od vjerojatne Mandosove srdžbe.

## Vanjske poveznice
- Ulmo i Tuor ilustracija Johna Howea
- Tolkien Gateway, Ulmo (engl.)